# Profesionalen Futbolen Klub Levski Sofija 2014-2015
Questa voce raccoglie le informazioni riguardanti lo  Profesionalen Futbolen Klub Levski Sofija  nelle competizioni ufficiali della stagione 2014-2015.

## Stagione
Nella stagione 2014-2015 il Levski Sofia ha disputato l'A PFG, massima serie del campionato bulgaro di calcio, terminando la stagione regolare al settimo posto con 34 punti conquistati in 22 giornate, frutto di 10 vittorie, 4 pareggi e 8 sconfitte. Grazie a questo piazzamento è stato ammesso alla seconda fase per la salvezza, concludendo al settimo posto con 56 punti conquistati, avendo vinto sette partite, pareggiata una e perse due nella seconda fase. Nella Kupa na Bălgarija il Levski Sofia è sceso in campo dai sedicesimi di finale, raggiungendo la finale del torneo dove è stato sconfitto dal Černo More Varna dopo i tempi supplementari.

## Rosa
| N. |                               | Ruolo | Calciatore             |
| -- | ----------------------------- | ----- | ---------------------- |
| 1  | Macedonia del Nord (bandiera) | P     | Kristijan Naumovski    |
| 2  | Bulgaria (bandiera)           | D     | Aleksandar Aleksandrov |
| 3  | Tunisia (bandiera)            | D     | Aymen Belaïd           |
| 4  | Bulgaria (bandiera)           | D     | Miki Oračev            |
| 5  | Bulgaria (bandiera)           | D     | Borislav Stojchev      |
| 7  | Bulgaria (bandiera)           | C     | Anton Ognjanov         |
| 7  | Norvegia (bandiera)           | A     | Liban Abdi             |
| 8  | Bulgaria (bandiera)           | C     | Georgi Sărmov          |
| 9  | Polonia (bandiera)            | A     | Łukasz Gikiewicz       |
| 10 | Spagna (bandiera)             | C     | Miguel Bedoya          |
| 11 | Paesi Bassi (bandiera)        | C     | Luís Pedro             |
| 12 | Bulgaria (bandiera)           | C     | Božidar Kraev          |
| 13 | Algeria (bandiera)            | C     | Najib Ammari           |
| 14 | Bulgaria (bandiera)           | D     | Veselin Minev          |
| 15 | Slovacchia (bandiera)         | C     | Roman Procházka        |
| 16 | Bulgaria (bandiera)           | C     | Miroslav Ivanov        |
| 17 | Bulgaria (bandiera)           | A     | Valeri Domovčijski     |
| 18 | Bulgaria (bandiera)           | C     | Borislav Tsonev        |

| N. |                     | Ruolo | Calciatore             |
| -- | ------------------- | ----- | ---------------------- |
| 19 | Bulgaria (bandiera) | A     | Ilija Dimitrov         |
| 20 | Spagna (bandiera)   | A     | Añete                  |
| 21 | Bulgaria (bandiera) | C     | Radoslav Conev         |
| 22 | Bulgaria (bandiera) | C     | Vladislav Misjak       |
| 23 | Bulgaria (bandiera) | P     | Plamen Iliev           |
| 24 | Bulgaria (bandiera) | P     | Aleksandar Ljubenov    |
| 28 | Bulgaria (bandiera) | D     | Radoslav Dimitrov      |
| 29 | Serbia (bandiera)   | P     | Bojan Jorgačević       |
| 31 | Romania (bandiera)  | D     | Emil Ninu              |
| 32 | Bulgaria (bandiera) | P     | Stefano Kunčev         |
| 33 | Bulgaria (bandiera) | D     | Galin Tashev           |
| 35 | Bulgaria (bandiera) | D     | Plamen Dimov           |
| 39 | Bulgaria (bandiera) | D     | Dejan Ivanov           |
| 45 | Bulgaria (bandiera) | C     | Vladimir Gadžev (cap.) |
| 71 | Bulgaria (bandiera) | D     | Plamen Krumov          |
| 77 | Bulgaria (bandiera) | C     | Stefan Velev           |
| 86 | Bulgaria (bandiera) | A     | Valeri Božinov         |

## Risultati

### Kupa na Bălgarija

#### Finale
| Arbitro: | Ivajlo Stojanov |

|           |           |                           |
| Añete 72’ | Marcatori | 90+2’ Bacari 119’ Coureur |

## Statistiche

### Statistiche di squadra
| Competizione      | Punti | In casa | In casa | In casa | In casa | In casa | In casa | In trasferta | In trasferta | In trasferta | In trasferta | In trasferta | In trasferta | Totale | Totale | Totale | Totale | Totale | Totale | DR  |
| Competizione      | Punti | G       | V       | N       | P       | Gf      | Gs      | G            | V            | N            | P            | Gf           | Gs           | G      | V      | N      | P      | Gf     | Gs     | DR  |
| ----------------- | ----- | ------- | ------- | ------- | ------- | ------- | ------- | ------------ | ------------ | ------------ | ------------ | ------------ | ------------ | ------ | ------ | ------ | ------ | ------ | ------ | --- |
| A PFG             | 56    | 16      | 10      | 3       | 3       | 43      | 16      | 16           | 7            | 2            | 7            | 23           | 17           | 32     | 17     | 5      | 10     | 66     | 33     | +33 |
| Kupa na Bălgarija | -     | 3       | 3       | 0       | 0       | 8       | 0       | 4            | 1            | 2            | 1            | 8            | 4            | 8      | 4      | 2      | 2      | 17     | 6      | +11 |
| Totale            | -     | 19      | 13      | 3       | 3       | 51      | 16      | 20           | 8            | 4            | 8            | 31           | 21           | 40     | 21     | 7      | 12     | 83     | 39     | +44 |